# Сен-Сюльпис-ла-Пуант
Сен-Сюльпи́с-ла-Пуа́нт (фр. Saint-Sulpice-la-Pointe, окс. Sant Somplesi, ранее Сен-Сюльпис) — коммуна во Франции, находится в регионе Юг — Пиренеи. Департамент — Тарн. Входит в состав кантона Лавор. Округ коммуны — Кастр.
Код INSEE коммуны — 81271.

## География
Коммуна расположена приблизительно в 570 км к югу от Парижа, в 28 км северо-восточнее Тулузы, в 45 км к юго-западу от Альби.
По территории коммуны протекают реки Тарн и Агу.

## Климат
Климат умеренно-океанический. Зима мягкая и дождливая, лето жаркое с частыми грозами. Ветры довольно редки.

## Население
Население коммуны на 2010 год составляло 8091 человек.
| 1962 | 1968 | 1975 | 1982 | 1990 | 1999 | 2010 |
| ---- | ---- | ---- | ---- | ---- | ---- | ---- |
| 2535 | 2841 | 3342 | 3877 | 4354 | 4805 | 8091 |

## Администрация
| Период | Период | Фамилия             | Партия | Примечания |
| ------ | ------ | ------------------- | ------ | ---------- |
| 1944   | 1965   | Андре Мий           |        |            |
| 1965   | 1981   | Жорж Спеналь        |        |            |
| 1981   | 1989   | Дени Пуле           |        |            |
| 1989   | 2014   | Бернар Суле         |        |            |
| 2014   | 2020   | Доминик Ронди-Сарра |        |            |

## Экономика
В 2007 году среди 4759 человек в трудоспособном возрасте (15—64 лет) 3693 были экономически активными, 1066 — неактивными (показатель активности — 77,6 %, в 1999 году было 67,6 %). Из 3693 активных работали 3371 человек (1770 мужчин и 1601 женщина), безработных было 322 (145 мужчин и 177 женщин). Среди 1066 неактивных 281 человек были учениками или студентами, 375 — пенсионерами, 410 были неактивными по другим причинам.

## Достопримечательности
- Подземелье средневекового замка Кастелла. Исторический памятник с 1994 года.[4]

## Фотогалерея
- Сен-Сюльпис-ла-Пуант
- Мэрия
- Замок Кастелла
- Карта коммуны